# Gelis rufoniger
Gelis rufoniger är en stekelart som beskrevs av Schwarz 1998. Gelis rufoniger ingår i släktet Gelis och familjen brokparasitsteklar. Inga underarter finns listade i Catalogue of Life.